# Coppa Sabatini 2022
La 70e édition  de la Coppa Sabatini est une course UCI ProSeries 2022 de catégorie 1.Pro disputée le 15 septembre 2022 autour de Peccioli en Italie sur une distance de 198,9 km. 

## Présentation

### Équipes
| WorldTeams (10)- Astana Qazaqstan Team - Bora-Hansgrohe - Cofidis - EF Education-EasyPost - Ineos Grenadiers - Intermarché-Wanty-Gobert Matériaux - Israel-Premier Tech - Lotto-Soudal - Movistar Team - UAE Team Emirates ProTeams (4)- Bardiani-CSF-Faizanè - Drone Hopper-Androni Giocattoli - Eolo-Kometa - TotalEnergies Équipes continentales (5)- Beltrami TSA Tre Colli - Giotti Victoria-Savini Due - MG.K Vis Colors For Peace VPM - Team Corratec - Work Service-Vitalcare-Dynatek |
| |

### Classement général
| \| Classement général \| Classement général \| Classement général \| Classement général \| Classement général \| \| Coureur \| Coureur \| Pays \| Équipe \| Temps \| \| ------------------ \| -------------------- \| ------------------ \| --------------------- \| ------------------ \| \| 1er \| Daniel Martínez \| Colombie \| Ineos Grenadiers \| 4 h 55 min 37 s \| \| 2e \| Odd Christian Eiking \| Norvège \| EF Education-EasyPost \| + 0 s \| \| 3e \| Guillaume Martin \| France \| Cofidis \| + 0 s \| \| 4e \| Esteban Chaves \| Colombie \| EF Education-EasyPost \| + 0 s \| \| 5e \| Aleksandr Vlasov \| Russie \| Bora-Hansgrohe \| + 0 s \| \| 6e \| Vincenzo Albanese \| Italie \| Eolo-Kometa \| + 59 s \| \| 7e \| Simone Velasco \| Italie \| Astana Qazaqstan Team \| + 59 s \| \| 8e \| Andreas Kron \| Danemark \| Lotto-Soudal \| + 59 s \| \| 9e \| Marc Hirschi \| Suisse \| UAE Team Emirates \| + 59 s \| \| 10e \| Andrea Piccolo \| Italie \| EF Education-EasyPost \| + 59 s \| |                      |          |                       |                 |
| |                      |          |                       |                 |
| Source : ProCyclingStats |                      |          |                       |                 |
| Classement général |                      |          |                       |                 |
| Coureur | Coureur              | Pays     | Équipe                | Temps           |
| 1er | Daniel Martínez      | Colombie | Ineos Grenadiers      | 4 h 55 min 37 s |
| 2e | Odd Christian Eiking | Norvège  | EF Education-EasyPost | + 0 s           |
| 3e | Guillaume Martin     | France   | Cofidis               | + 0 s           |
| 4e | Esteban Chaves       | Colombie | EF Education-EasyPost | + 0 s           |
| 5e | Aleksandr Vlasov     | Russie   | Bora-Hansgrohe        | + 0 s           |
| 6e | Vincenzo Albanese    | Italie   | Eolo-Kometa           | + 59 s          |
| 7e | Simone Velasco       | Italie   | Astana Qazaqstan Team | + 59 s          |
| 8e | Andreas Kron         | Danemark | Lotto-Soudal          | + 59 s          |
| 9e | Marc Hirschi         | Suisse   | UAE Team Emirates     | + 59 s          |
| 10e | Andrea Piccolo       | Italie   | EF Education-EasyPost | + 59 s          |